# Emmelichthys nitidus cyanescens
Emmelichthys nitidus cyanescens is een ondersoort van de straalvinnige vissen uit de familie van de emmelichtiden (Emmelichthyidae). De wetenschappelijke naam van de soort is voor het eerst geldig gepubliceerd in 1848 door Alphone Guichenot.